# Blíž ke hvězdám
Blíž ke hvězdám är det första tjeckiska livealbumet från den polska sångerskan Ewa Farna. Det släpptes den 10 november 2008.

## Låtlista

### CD
1. Blíž ke hvězdám - 3:43
2. Víkend - 3:38
3. Zavři oči - 4:53
4. Bez tebe - 3:41
5. Kočka - 4:13
6. Nebojím se - 6:04
7. Jen spát - 5:39
8. Tam gdzie ty - 4:09
9. Zapadlej krám - 4:08
10. Jak motýl - 4:30
11. La la laj - 5:36
12. Ticho - 3:38
13. Ponorka - 4:14
14. Případ ztracenej - 2:49
15. Jaký to je - 2:49
16. Měls mě vůbec rád - 4:00
17. Něco nám přejte - 8:11
18. Boží mlejny melou - 3:49

### DVD
1. Blíž ke hvězdám
2. Víkend
3. Zavři oči
4. Bez tebe
5. Kočka
6. Nebojím se
7. Jen spát
8. Tam gdzie ty
9. Jak motýl
10. La la laj
11. Ticho
12. Ponorka
13. Případ ztracenej
14. Jaký to je
15. Měls mě vůbec rád
16. Něco nám přejte

## Listplaceringar
| Lista (2008-2009) | Topplacering |
| ----------------- | ------------ |
| Tjeckien          | 4            |